# بين كانتويل
بين كانتويل (بالإنجليزية: Ben Cantwell)‏ هو لاعب كرة قاعدة أمريكي، ولد في 13 أبريل 1902 في ميلان في الولايات المتحدة، وتوفي في 4 ديسمبر 1962 في سالم في الولايات المتحدة.

## وصلات خارجية
- بين كانتويل على موقع دوري كرة القاعدة الرئيسي (الإنجليزية)
- بين كانتويل على موقعبيزبول رفرنس.كوم (الدوري الرئيسي) (الإنجليزية)
- بين كانتويل على موقعبيزبول رفرنس.كوم (الدوري الثانوي) (الإنجليزية)
- بين كانتويل على موقع جمعية أبحاث البيسبول الأمريكية (الإنجليزية)